# (9193) Geoffreycopland
(9193) Geoffreycopland est un astéroïde de la ceinture principale.

## Description
(9193) Geoffreycopland est un astéroïde de la ceinture principale. Il fut découvert le 10 mars 1992 à Siding Spring par Duncan I. Steel. Il présente une orbite caractérisée par un demi-grand axe de 2,61 UA, une excentricité de 0,14 et une inclinaison de 13,4° par rapport à l'écliptique.

## Compléments